# Twentysomething
Twentysomething è il terzo album di Jamie Cullum. È uscito nel 2002 in Regno Unito e nel 2003 in USA. Il primo singolo estratto dall'album è 'These Are the Days'.

## Tracce

### Versione Inglese
1. "What a Difference a Day Made" (Stanley Adams, María Grever)
2. "These Are the Days" (Ben Cullum)
3. "Singin' in the Rain" (Arthur Freed, Nacio Herb Brown)
4. "Twentysomething" (Jamie Cullum)
5. "But for Now" (Bob Dorough)
6. "Old Devil Moon" (Burton Lane, Yip Harburg)
7. "I Could Have Danced All Night" (Alan Jay Lerner, Frederick Loewe)
8. "Blame It on My Youth" (Oscar Levant, Edward Heyman)
9. "I Get a Kick Out of You" (Cole Porter)
10. "All at Sea" (Jamie Cullum)
11. "The Wind Cries Mary" (Jimi Hendrix)
12. "Lover, You Should've Come Over" (Jeff Buckley)
13. "It's About Time" (Ben Cullum)
14. "Next Year Baby" (Jamie Cullum)
15. "Everlasting Love" [Special Edition Bonus Track]
16. "Frontin'" [Special Edition Bonus Track]
17. "Can't We Be Friends" [Special Edition Bonus Track]
18. "High and Dry" (Live from the South Bank Show)" [Special Edition Bonus Track]

### Versione Americana
1. "These Are the Days" (Ben Cullum) – 3:21
2. "Twentysomething" (Jamie Cullum) – 3:40
3. "The Wind Cries Mary" (Jimi Hendrix) – 3:35
4. "All at Sea" (Jamie Cullum) – 4:33
5. "Lover, You Should've Come Over" (Jeff Buckley) – 4:48
6. "Singin' in the Rain" (Arthur Freed, Nacio Herb Brown) – 4:07
7. "I Get a Kick Out of You" (Cole Porter) – 4:10
8. "Blame It on My Youth" (Oscar Levant, Edward Heyman) – 3:11
9. "High and Dry" (Radiohead) – 4:18
10. "It's About Time" (Ben Cullum) – 4:06
11. "But for Now" (Bob Dorough) – 3:55
12. "I Could Have Danced All Night" (Alan Jay Lerner, Frederick Loewe) – 3:24
13. "Next Year, Baby" (Jamie Cullum) – 4:48
14. "What a Diff'rence a Day Made" (Stanley Adams, María Grever) – 5:08
15. "Frontin'" (Pharrell Williams, Chad Hugo, Arranged by Jamie Cullum Trio) – 5:49